# Дубинин, Семён
Семён Дубинин — русский пушечный и колокольный мастер XVI века.
Впервые упоминается в документах (вместе с сыном Иваном) среди пушкарей, получивших выплаты в связи с венчанием на царство Бориса Годунова. Отлил несколько пищалей, две из которых — 38-фунтовая «Медведь» (1590) и 40-фунтовая «Свиток» (1591) — сохранились в петербургском Военно-историческом музее артиллерии, инженерных войск и войск связи. Ещё несколько пищалей авторства Дубинина («Рысь», «Лисица» и др.) были захвачены шведами и переплавлены.
По мнению ряда исследователей (И. И. Плешановой и А. Б. Никанорова) на рубеже веков мастер постригся в монахи Псково-Печерского монастыря и принял имя Сергий. В 1601 году изготовил колокол для «малой» звонницы монастыря, несколько отличающийся от форме от других колоколов этого времени. По предположению А. Б. Никанорова в 1600 году Дубинин отлил большой колокол (весом около 700 пудов) для Соловецкого монастыря.
В 1604 году старец Сергий Дубинин был отправлен из монастыря в ссылку — сперва в Казань, а затем в Верхотурье.